# Sebnitz
Sebnitz (in sorabo Sebnica) è una città del libero stato della Sassonia, Germania, nel circondario della Svizzera Sassone-Monti Metalliferi Orientali (Sächsische Schweiz-Osterzgebirge).
Sebnitz si fregia del titolo di "Grande città circondariale" (Große Kreisstadt).

## Geografia fisica
La città si trova ai confini con la Repubblica Ceca ed è bagnata dal fiume omonimo.

## Amministrazione

### Gemellaggi
- Cascina
- Montabaur
- Bruntál